# Eddie McClintock
Eddie McClintock (North Canton, 27 maggio 1967) è un attore statunitense, noto per aver partecipato a molte serie tv. Dal 2009 al 2014 ha interpretato l'agente dei servizi segreti Peter Lattimer nella serie Warehouse 13 del canale Syfy.
Dopo una carriera da wrestler e successivamente da assistente di produzione, intorno ai trent'anni ha cominciato a dedicarsi alla recitazione.
Dal 1999 al 2000 ha fatto parte del cast della sitcom Stark Raving Mad. Nel 2006 è stato Jody Crumb in Crumbs (tredici episodi) e Frank Helm in Desperate Housewives; l'anno seguente è stato per quattro episodi l'agente speciale Tim Sullivan in Bones. È comparso anche come guest-star in Sex and the City, Dr. House - Medical Division, My Boys, Felicity, Friends, Ned and Stacey, Perfetti... ma non troppo, CSI: Scena del crimine, Desperate Housewives, Agents of S.H.I.E.L.D. e altri show televisivi.

## Filmografia

### Cinema
- Mumford, regis di Lawrence Kasdan (1999)
- Screenland Drive, regia di Ty Bradford (2000)
- La cosa più dolce... (The Sweetest Thing), regia di Roger Kumble (2002)
- Moving August, regia di Christopher Fink (2002)
- Full Frontal, regia di Steven Soderbergh (2002)
- Three Wise Guys, regia di Robert Iscove (2005)
- Reboot Camp, regia di Ivo Raza (2020)

### Televisione
- Ned and Stacey – serie TV, 1 episodio (1997)
- Un detective in corsia (Diagnosis: Murder) – serie TV, episodio 4x14 (1997)
- Holding the Baby - serie TV, 13 episodi (1998-2002)
- Felicity – serie TV, 2 episodi (1999,2001)
- Zoe, Duncan, Jack & Jane - serie TV, 1 episodio (1999)
- Stark Raving Mad - serie TV (1999-2000)
- Just Shoot Me! – serie TV, episodio 5x07 (2000)
- Sex and the City – serie TV, episodio 3x13 (2000)
- Spin City - serie TV, episodio 5x08 (2000)
- Friends - serie TV, 2 episodi (2002)
- Glory Days - serie TV, 2 episodi (2002)
- The King of Queens – serie TV, 5x09 (2002)
- A casa con i tuoi (Married to the Kellys) - serie TV, 2 episodi (2003-2004)
- A.U.S.A. – serie TV, 12 episodi (2003)
- Perfetti... ma non troppo (Less Than Perfect) – serie TV, episodio 2x05 (2003)
- Picking Up & Dropping Off, regia di Steven Robman – film TV (2003)
- See Jane Date, regia di Robert Berlinger – film TV (2003)
- The Pitts - serie TV, 1 episodio (2003)
- Confessioni di una giovane sposa (Confessions of an American Bride), regia di Douglas Barr – film TV (2005)
- Detective Monk (Monk) - serie TV, episodio 4x04 (2005)
- Dr. House - Medical Division (House, M.D.) - serie TV, episodio 1x19 (2005)
- Three Wise Guys, regia di Robert Iscove – film TV (2005)
- Crumbs - serie TV, 13 episodi (2006)
- Desperate Housewives - serie TV, 3 episodi (2006)
- My Boys - serie TV, 4 episodi (2006)
- Big Day - serie TV, 3 episodi (2006-2007)
- Bones - serie TV, 5 episodi (2007,2017)
- The Winner - serie TV, 1 episodio (2007)
- Shark - Giustizia a tutti i costi - serie TV, episodio 2x02 (2007)
- Moonlight - serie TV, episodio 1x14 (2008)
- Roommates - serie TV, 1 episodio (2009)
- Warehouse 13 - serie TV, 64 episodi (2009-2014)
- Better Off Ted - serie TV, episodio 2x11 (2010)
- CSI - Scena del crimine (CSI: Crime Scene Investigation) - serie TV, episodio 10x16 (2010)
- Suite 7 - serie TV, 1 episodio (2010)
- Fairly Legal - serie TV, episodio 1x04 (2011)
- Love Bites - serie TV, episodio 1x04 (2011)
- Boogeyman - La leggenda dell'uomo nero, regia di Jeffery Scott Lando - film TV (2012)
- Malibu Country – serie TV, episodio 1x18 (2013)
- The Mentalist – serie TV, episodio 5x17 (2013)
- Castle – serie TV, episodio 6x23 (2014)
- Le streghe dell'East End (Witches of East End) - serie TV, episodio 2x07 (2014)
- Mind Games – serie TV, 1 episodio (2014)
- Modern Family - serie TV, episodio 5x13 (2014)
- Agents of S.H.I.E.L.D. – serie TV, episodio 2x12 (2015)
- Backstrom - serie TV, episodio 1x02 (2015)
- Battle Creek – serie TV, episodio 1x12 (2015)
- Shooter - serie TV, 31 episodi (2016)
- Supergirl – serie TV, episodio 1x17 (2016)
- MacGyver - serie TV, episodio 2x13 (2018)
- 9-1-1 – serie TV, episodio 2x16 (2019)
- Ci mancava solo Nick (No Good Nick) – serie TV, 20 episodi (2019)
- Un patrigno quasi perfetto (My Stepfather's Secret), regia di Michael Feifer – film TV (2019)
- Stoffa da campioni - Cambio di gioco (The Mighty Ducks: Game Changers) - serie TV, 10 episodi (2021)

### Videogiochi
- Wing Nuts (1995)

## Doppiatori italiani
Nelle versioni in italiano delle opere in cui ha recitato, Eddie McClintock è stato doppiato da:
- Giorgio Locuratolo in Dr. House - Medical Division
- Stefano Benassi in Detective Monk
- Simone Mori in Desperate Housewives
- Vittorio Guerrieri in Bones (st. 2)
- Massimo De Ambrosis in Bones (ep. 12x08)
- Adriano Giannini in Warehouse 13
- Danilo De Girolamo in CSI - Scena del crimine
- Andrea Lavagnino in The Mentalist
- Christian Iansante in Castle
- Massimo Triggiani in Shooter
- Francesco Bulckaen in Supergirl
- Achille D'Aniello in 9-1-1